# Pangil
Pangil ist eine philippinische Stadtgemeinde in der Provinz Laguna, in der Verwaltungsregion IV, Calabarzon. Sie hat 24.274 Einwohner (Zensus 1. August 2015), die in 8 Barangays lebten. Sie wird als Gemeinde der vierten Einkommensklasse auf den Philippinen und als teilweise urbanisiert eingestuft.
Pangil ist durch den größten Binnensee der Philippinen, den Laguna de Bay, in zwei Teile getrennt. Ihre Nachbargemeinden sind Siniloan im Norden, Pakil im Süden und Nordwesten. Die Topographie der Stadt ist gekennzeichnet durch Flachländer in Ufernähe und sanfthügelige bis gebirgige Landschaften, die Ausläufer der Sierra Madre, im Osten.

## Baranggays
- Balian
- Dambo
- Galalan
- Isla (Pob.)
- Mabato-Azufre
- Natividad (Pob.)
- San Jose (Pob.)
- Sulib (Pob.)

## Weblink
- Informationen der Philippine Statistics Authority über Pangil